# Günter Wächtershäuser
Günter Wächtershäuser (1938) è un chimico tedesco.
È avvocato all'ufficio internazionale brevetti a Monaco di Baviera e, dal 1994, professore onorario di biochimica evolutiva all'Università di Ratisbona. All'inizio degli anni Ottanta formulò una teoria sull'origine della vita che coinvolgeva superfici minerali; tale teoria è conosciuta come teoria del mondo a ferro-zolfo.

## Biografia
Fu allievo del professor Hans Kuhn. Nel 1970 diviene funzionario all'ufficio brevetti di Monaco di Baviera. Tra il 1972 e il 1973, in seguito alla lettura di un articolo del suo vecchio docente di fisica circa l'assorbimento dell'RNA nelle rocce porose comincia a interessarsi all'argomento. Nella stessa epoca si interessa anche alle teorie epistemologiche di Karl Popper. In seguito ad un colloquio nel 1982, Popper diviene suo principale ispiratore e mentore. Nel 1983, su invito di William Bartley e dello psicologo Donald Campbell scrive un manoscritto che verrà pubblicato nel 1987 su Evolutionary Epistemology intitolato "La luce e la vita: sulle origini e la nutrizione della percezione sensoriale". In questo manoscritto espone la sua teoria, fortemente influenzata dalla filosofia di Popper, chiamata della retrodizione biochimica. In seguito, conosce Carl Woese, che gli fa vedere le inconsistenze del concetto di caldo primigenio.
Nel 1990, in un articolo di PNAS concepisce infine la teoria dei primi cicli autocatalitici e autotrofi in un articolo presentato per Karl Popper

Nel 1997 in collaborazione con Claudia Huber del dipartimento di chimica organica e biochimica dell'Università Tecnica di Monaco realizza una serie di esperimenti, i cui risultati vennero pubblicati su Science, in cui vengono generati peptidi a partire da amminoacidi in condizioni di laboratorio simili a quelle delle fonti idrotermali sottomarine, utilizzando solfuri di ferro e nichel e tracce di selenio come catalizzatore, suggerendo un'origine termofila della vita. Questo lavoro porta il nome di teoria del mondo a ferro-zolfo.

## Riconoscimenti
Günter Wächtershauser è stato insignito, tra gli altri, con il premio annuale dell'Accademia Bavarese delle Scienze, nel 1993, e col premio Bonn di chimica nel 1999.